# Michael Kürtel
Michael Kürtel (* 26. September 1798 in Oberursel; † 20. April 1855 ebenda) war ein nassauischer Beamter und Politiker und Abgeordneter der Landstände des Herzogtums Nassau.
Kürtel war der Sohn des Rot- und Weißgerbers Antom Kürtel (* 29. Dezember 1761 in Oberursel; † 16. Mai 1843 ebenda) und dessen Ehefrau Christina Ochs. Kürtel, der katholischer Konfession war, heiratete am 20. März 1821 in Oberursel Maria Margaretha geborene Kilb verwitwete Wolf.
Michael Kürtel war Spezereihändler, Lohmüller und Schultheiß in Oberursel. Zwischen 1848 und 1851 war er für den Wahlkreis X (Königstein/Höchst) Mitglied der nassauischen Ständeversammlung (Club der Rechten).